# Isabel de Hesse-Kassel
Isabel de Hesse-Kassel (Kassel, 23 de marzo de 1596-Güstrow, 16 de diciembre de 1625) fue una princesa de Hesse-Kassel, y por matrimonio duquesa de Mecklemburgo-Güstrow. También escribió poesía en italiano y alemán.

## Biografía
Isabel fue la hija mayor del landgrave Mauricio de Hesse-Kassel (1572-1632), de su matrimonio con Inés (1578-1602), una hija del conde Juan Jorge de Solms-Laubach. Su madrina era la reina Isabel I de Inglaterra, quien fue representada en esta ocasión por el conde de Lincoln. El bautismo de la princesa fue una de las elaboradas ceremonias en la corte de Kassel, incluyendo "cuatro días de lujosos juegos, torneos, y fuegos artificiales". Los últimos juegos caballerescos en Europa se celebraron en esta ocasión. El grabador e historiador Wilhelm Dilich hizo un documental sobre el evento en 1598-1601. Ese volumen está hoy en el Museo de la Ciudad de Kassel. Un segundo manuscrito sobre las celebraciones, "recopilado y ejecutado por mano desconocida", se conserva en la Biblioteca Estatal de Baviera.
Su padre la educó a ella y a sus hermanos en la escuela de la corte. Isabel fue descrita como muy ingeniosa. Hablaba con fluidez varios idiomas y fue autora de más de 200 poemas. Interpretó y compuso música, y también tradujo textos al alemán y al italiano.
Su padre quería casarla con Carlos Felipe Vasa, pero ella lo rechazó. Estuvo entonces comprometida con el príncipe Federico Enrique de Orange. Sin embargo, él rompió el compromiso cuando él no pudo cumplir con las considerables demandas para su dote.
Isabel se casó el 26 de marzo de 1618 en Kassel, con el duque Juan Alberto II de Mecklemburgo-Güstrow,  quien ya tenía cuatro hijos de su primer matrimonio. La duquesa, que era muy musical, creó la orquesta de corte de Güstrow y también estuvo activa como un autor.
Isabel no tuvo hijos de su matrimonio y, a su muerte, su dote, la ciudad de Dargun, volvió a Hesse.